# Papyrologie

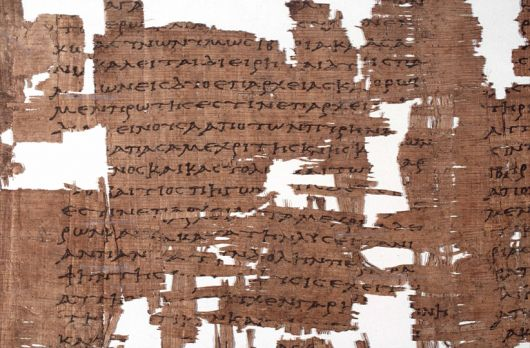
Papiro Artemidoro

De papyrologie (Oudgrieks: πάπυρος - papier, λόγος - betoog, definitie) is een archeologisch-historische discipline die alle documentaire bronnen (papyri, ostraka, houten plankjes, enz.) uit de klassieke oudheid bestudeert. De papyri uit de Egyptische oudheid behoren tot het vakgebied van de egyptologie. Papyrologische bronnen vinden we van 330 v.Chr. tot 700. De term ontstond in Engeland in 1898. Papyrologie werd daar een zelfstandige wetenschap naar aanleiding van belangrijke ontdekkingen die de Britten deden bij graafwerken in Egypte omstreeks 1890.

## Onderzoek
- Belangrijk papyrologisch onderzoek wordt momenteel verricht omtrent de verkoolde bibliotheek uit de Villa dei Papiri te Herculaneum. Bij de uitbarsting van de Vesuvius in 79 n.Chr. werd naast Pompeï door een dikke laag as, de stad Herculaneum en de nabijgelegen Villa dei Papiri met hete modderstromen bedekt. In de villa was een meer dan 1800 rollen omvattende bibliotheek gevestigd, voornamelijk met werk van de Griekse filosoof Philodemus van Gadara. Men is thans bezig de verkoolde rollen te openen en door middel van speciale belichting de tekst zichtbaar te maken en vervolgens te vertalen. Dit werk vereist veel tijd en inspanning; de volledige vertaling van de rollen zal zeker nog jaren op zich laten wachten.

- Op het gebied van de papyri in Egypte zelf vormen de vondsten te Oxyrhynchus een schat aan informatie over het dagelijks leven van de oude Egyptenaren.

- Een bekend tijdschrift waarin veel (kleinere) papyri en inscripties voor het eerst of opnieuw worden gepubliceerd is het Zeitschrift für Papyrologie und Epigraphik.

- Een belangrijk hulpmiddel is de Berichtigungsliste der Griechischen Papyrusurkunden aus Ägypten (een regelmatig verschijnende lijst van correcties op publicaties van documentaire Griekstalige papyri), gepubliceerd door het Leids Papyrologisch Instituut.

## Leidse systeem
Omdat er geen eenvormigheid was in het editoriale systeem voor papyrologische uitgaves, stelde men op het achttiende Internationaal Oriëntalistencongres te Leiden (7 tot 12 september 1931) het zogenaamde "Leidse systeem" voor dat tegenwoordig door de meeste papyrologen wordt gevolgd:
| siglum         | betekenis                                                                               |
| -------------- | --------------------------------------------------------------------------------------- |
| (αβγ)          | een afkorting die door de uitgever voluit is geschreven                                 |
| [αβγ]          | tekstfragment dat verloren is gegaan                                                    |
| [αβγ]          | aanvulling door uitgever van een tekstfragment dat verloren is gegaan                   |
| α̣β̣δ̣            | onzeker te lezen tekens (op papyrus)                                                    |
| [. . .]        | onleesbare tekens (soms duidt het aantal puntjes aan hoeveel tekens er onleesbaar zijn) |
| [[αβγ]] / vac. | geschrapte letters (op papyrus, door antieke auteur)                                    |
| {αβγ}          | geschrapte letters (in editie, door uitgever)                                           |
| `αβγ'          | toegevoegde letters (op papyrus, door antieke auteur)                                   |
| <αβγ>          | wijziging of toevoeging aan de tekst (in editie, door uitgever)                         |

## Bekende Nederlandse en Belgische papyrologen
- Bernard van Groningen
- Martin David
- Pieter Pestman
- Jozef Vergote